# Трапола (Ливорно)
Трапола је насеље у Италији у округу Ливорно, региону Тоскана.
Према процени из 2011. у насељу је живело 93 становника. Насеље се налази на надморској висини од 100 м.